# 张桥镇 (富平县)
张桥镇，是中华人民共和国陕西省渭南市富平县下辖的一个乡镇级行政单位。

## 行政区划
张桥镇下辖以下地区：
东街村、苏吴村、甘井村、北庄村、铁门村、南坪村、永庆村、巨贤村、三合村、原李村、原马村、念前村和华张村。